# Aire urbaine de Saint-Marcellin
L'aire urbaine de Saint-Marcellin est une aire urbaine française centrée sur l'unité urbaine de Saint-Marcellin. Composée de seize communes iséroises, elle comptait 24 944 habitants en 2013.

## Composition selon la délimitation de 2010
| Nom                       | Code Insee | Statut | Superficie (km2) | Population (dernière pop. légale) | Densité (hab./km2) |
| ------------------------- | ---------- | ------ | ---------------- | --------------------------------- | ------------------ |
| L'Albenc                  | 38004      |        | 9,86             | 1 275 (2022)                      | 129                |
| Beaulieu                  | 38033      |        | 8,79             | 630 (2022)                        | 72                 |
| Beauvoir-en-Royans        | 38036      |        | 2,1              | 96 (2022)                         | 46                 |
| Chatte                    | 38095      |        | 22,81            | 2 476 (2022)                      | 109                |
| Chevrières                | 38099      |        | 16,62            | 737 (2022)                        | 44                 |
| Izeron                    | 38195      |        | 17,19            | 781 (2022)                        | 45                 |
| Murinais                  | 38272      |        | 8,22             | 408 (2022)                        | 50                 |
| Saint-Appolinard          | 38360      |        | 10,76            | 403 (2022)                        | 37                 |
| Saint-Marcellin           | 38416      |        | 7,81             | 7 705 (2022)                      | 987                |
| Saint-Pierre-de-Chérennes | 38443      |        | 12,03            | 467 (2022)                        | 39                 |
| Saint-Sauveur             | 38454      |        | 9,42             | 2 108 (2022)                      | 224                |
| Saint-Vérand              | 38463      |        | 17,83            | 1 723 (2022)                      | 97                 |
| La Sône                   | 38495      |        | 2,95             | 614 (2022)                        | 208                |
| Têche                     | 38500      |        | 5,03             | 599 (2022)                        | 119                |
| Varacieux                 | 38523      |        | 18,48            | 864 (2022)                        | 47                 |
| Vinay                     | 38559      |        | 16,01            | 4 449 (2022)                      | 278                |

### Évolution de la composition
- 1999 : 9 communes (dont 5 forment le pôle urbain)
- 2010 : 16 communes (dont 8 forment le pôle urbain)
  - Unité urbaine de Vinay (L'Albenc et Vinay) ajoutée au pôle urbain (+2)
  - Beaulieu ajoutée au pôle urbain (+1)
  - Izeron, Murinais, Saint-Appolinard et Varacieux ajoutées à la couronne du pôle (+4)

## Caractéristiques en 1999
D'après la définition qu'en donne l'INSEE, l'aire urbaine de Saint-Marcellin est composée de 9 communes, situées dans l'Isère. Ses 14 580 habitants font d'elle la 313e aire urbaine de France.
5 communes de l'aire urbaine sont des pôles urbains.
Le tableau suivant détaille la répartition de l'aire urbaine sur le département (les pourcentages s'entendent en proportion du département) :
| Département | Communes | Communes (%) | Superficie (km²) | Superficie (%) | Population (1999) | Population (%) |
| ----------- | -------- | ------------ | ---------------- | -------------- | ----------------- | -------------- |
| Isère       | 9        | 1,7          | 96,60            | 1,3            | 14 580            | 1,3            |